# Woodland (Alabama)
Woodland é uma cidade  localizada no estado americano de Alabama, no Condado de Randolph.

## Demografia
Segundo o censo americano de 2000, a sua população era de 192 habitantes.
Em 2006, foi estimada uma população de 208, um aumento de 16 (8.3%).

## Geografia
De acordo com o United States Census Bureau, a localidade tem uma área de 2,9 km², sem área coberta por água.

## Localidades na vizinhança
O diagrama seguinte representa as localidades num raio de 32 km ao redor de Woodland.